# Rote Timur
Rote Timur (deutsch Ostroti) ist ein indonesischer Distrikt (Kecamatan) im Regierungsbezirk Rote Ndao (Provinz Ost-Nusa Tenggara). Hauptort ist E’ahun (Eahun), im Osten des Distrikts.

## Geographie
Rote Timur liegt im Osten der Insel Roti. Westlich befindet sich der Distrikt Pantai Baru und im Norden auf der Halbinsel Tapuafu der Distrikt Landu Leko, der 2012 von Rote Timur abgetrennt wurde. Die Landenge, die die Halbinsel mit dem restlichen Roti verbindet, wird im Westen von der Bucht von Korobafo und im Osten von der Bucht von Pepela umrahmt. Östlich von Rote Timur liegt die Timorsee. Rote Timur teilt sich in neun Dörfer (Desa) und ein Kelurahan:
Desa:
- Bolatena
- Daiama
- Faifua
- Hundi Hopo
- Lakamola
- Matasio
- Mukekuku
- Serubeba
- Sotimori

Kelurahan:
- Londalusi